# Avia BH-20
De Avia BH-20 is een Tsjechoslowaaks civiel dubbeldekker lesvliegtuig gebouwd door Avia. De BH-20 is ontworpen door Pavel Beneš en Miroslav Hajn en vloog de eerste vlucht in 1924. De instructeur en leerling zitten bij de BH-20 in tandem in een open cockpit.

## Specificaties
- Bemanning: 2
- Lengte: 6,29 m
- Spanwijdte: 7,88 m
- Vleugeloppervlak: 16,1 m2
- Leeggewicht: 345 kg
- Volgewicht: 485 kg

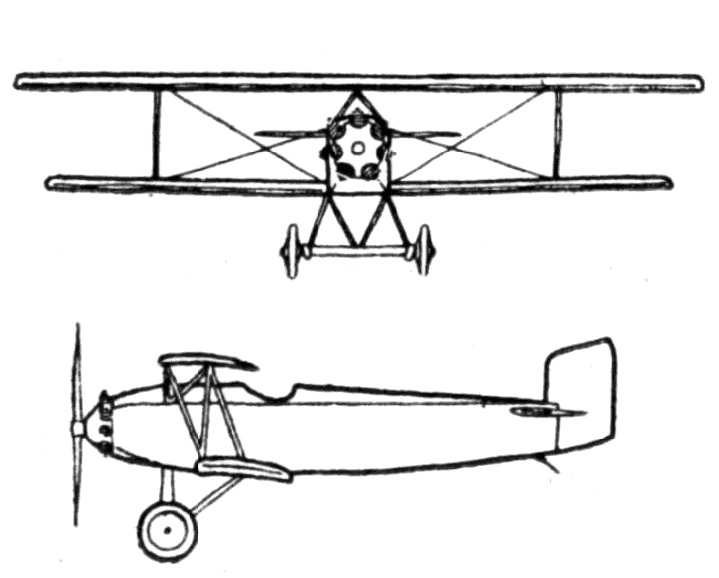
Avia BH-20

- Motor: 1× Walter NZ-60 stermotor, 45 kW (60 pk)
- Maximumsnelheid: 160 km/h
- Plafond: 4 000 m
- Klimsnelheid: 3,1 m/s